# 阿庫坦火山
54°07′59″N 165°59′08″W / 54.13306°N 165.98556°W

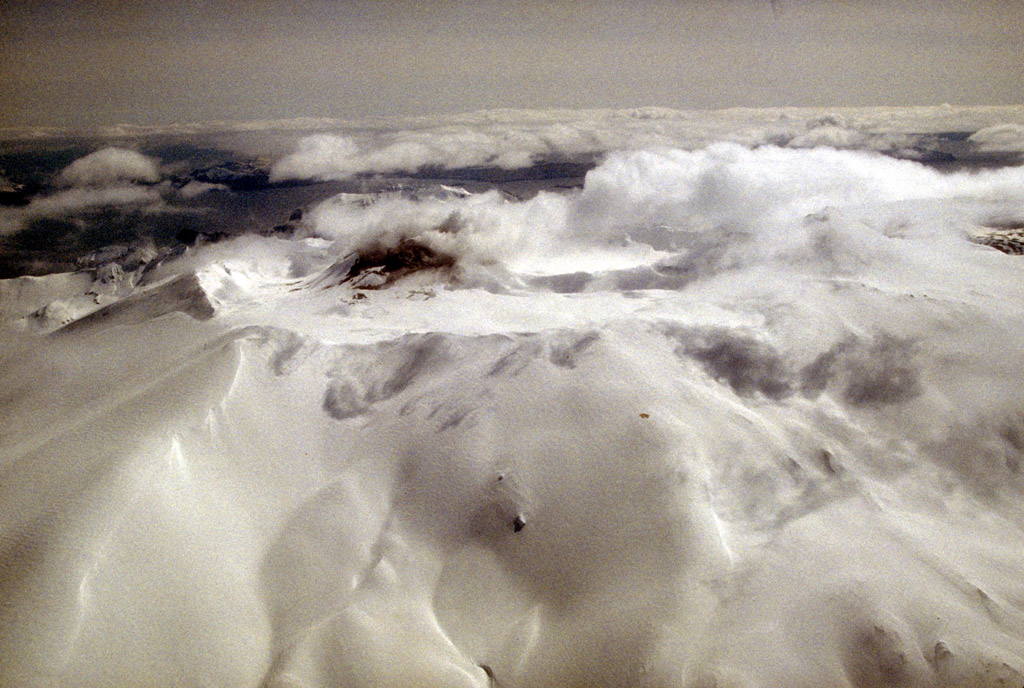

阿庫坦火山是美國的火山，位於安庫坦島，由阿拉斯加州負責管轄，海拔高度1,303米，山體在更新世形成，最近一次火山噴發在1992年發生。

## 外部連結

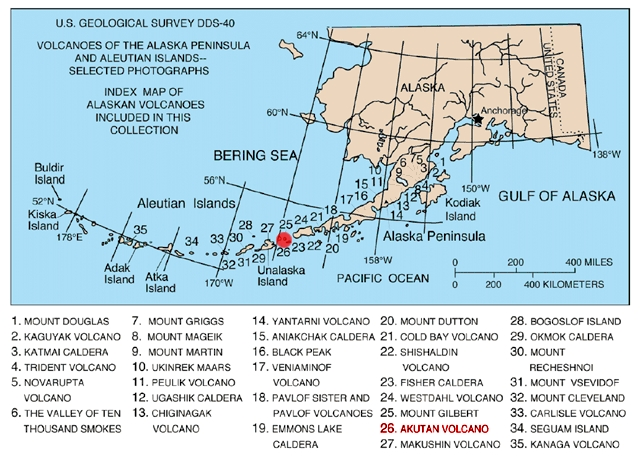

- Alaska Volcano Observatory （页面存档备份，存于）
- Volcanoes of the Alaska Peninsula and Aleutian Islands-Selected Photographs （页面存档备份，存于）